# Une java (film, 1927)
Pour plus de détails, voir Fiche technique et Distribution.
Une java est un film français réalisé par Jean de Size, sorti en 1928.

## Fiche technique
- Titre : Une java
- Réalisation : Jean de Size
- Supervision de la réalisation : Henry Roussel
- Scénario : Noël Renard
- Photographie : Maurice Guillemmin
- Décors : Christian-Jaque
- Société de production : Omnium français du film
- Pays de production :  France
- Format :  Noir et blanc - 1,33:1
- Date de sortie :
  - France : 24 août 1928

## Distribution
- Jean Angelo : Jean Charvel
- Henriette Delannoy : Moni Arté
- François Viguier : le détective
- Yvonneck[1] : Garo
- Fernand Mailly : l'inspecteur Granger
- Hubert Daix : Bob